# Typ (biologi)
Typ är ett begrepp inom taxonomi.

## Användning
Användandet och appliceringen av typer regleras inom zoologin av International Commission on Zoological Nomenclature (ICZN) som ger ut referensverket "International Code on Zoological Nomenclature" ofta kallad för Koden. Inom botaniken finns motsvarigheten i International Code of Nomenclature for algae, fungi, and plants (ICN), vilken underhålls av International Association of Plant Taxonomy.
Enligt ICZN är typ en term som används som ett ord eller bildar en del av ett sammansatt ord för att beteckna ett speciellt exemplar eller taxon. En typ fungerar således som referens för definitionen av ett specifikt taxon. Det innebär att om man skulle vilja veta vad auktorn till Kockelella variabilis menade med just det namnet, måste man alltid gå tillbaka till den relevanta typen för vidare jämförelse. I det ovan nämnda fallet är den publicerad av Otto Walliser 1957.

## Termonologi

### Typer
Det finns olika ordningar av typer, beroende på om den ursprungligen typen, den så kallade holotypen, finns bevarad eller inte. De fysiska typerna finns förvarade i samlingar vid olika museer och universitet och är referenser som används av senare bearbetare för jämförelser med nyupphittad material.
- Allotyp – en paratyp av motsatt kön till holotypen.
- Epityp – ett exemplar eller en illustration som utses att representera taxonet när holotypen, lektotypen eller en tidigare utsedd neotyp, eller allt originalmaterial associerat med ett giltigt namn, påvisligen är tvetydigt och inte kan identifieras med avseende på de egenskaper som är avgörande (Exempelvis om två växttaxa endast kan skiljas på fröna och det inte finns några frön i typmaterialet, kan man utse en epityp med frön som representerar det befintliga taxonet).
- Hapantotyp – ett eller flera preparerade exemplar som representerar olika stadier i ett djurs livscykel, som tillsammans bildar typen.
- Holotyp – ett preparerat exemplar eller individ av växt eller djur som representerar ett vetenskapligt namn. Hos växter är det vanligen i form av ett herbarieexemplar.
- Isotyp – en dubblett av holotypen.
- Klontyp – ett levande exemplar av holotypen eller neotypen. Används sällan och är inte ett fullt accepterat begrepp.
- Lektotyp – ett i efterhand utvalt exemplar bland flera syntyper som får representera ett vetenskapligt namn på djur eller växt.
- Neotyp – där alla andra typer har försvunnit eller saknas kan man ibland utse en neotyp, en ny typ.
- Paralektotyp de exemplar av tidigare syntyper som blir kvar efter man utsett en lektotyp.
- Paratyp – andra exemplar än holotypen på vilket originalbeskrivningen grundas. En paratyp behöver inte komma från samma lokal som holotypen och får inte användas till neotyper eller lektotyper.
- Syntyp – före 1958 behövde man inte utse en holotyp och isotyper vid vetenskapliga beskrivningar utan alla exemplar blev likvärdiga syntyper. Lektotyper utses ofta ur syntyp-material.

### Annan användning
- Typart – art vars namn legat till grund för det överordnade gruppnamnet (släktnamnet)[2]
- Monotypisk – släkte som endast omfattar en enda art[3]